# 寶麗娜·波域斯高娃
波蓮娜·波域斯高娃（英語：Paulina Porizkova，1965年4月9日—），又譯作寶麗娜·波瑞茲柯瓦，出生於捷克斯洛伐克奧洛穆茨州普羅斯捷約夫（即今捷克共和國境內），捷克超級名模和女演員，同時為瑞典和美國公民。從第十季開始，她擔任《全美超級模特兒新秀大賽》裁判之一。但在《全美超級模特兒新秀大賽》第十二季完結後被告知已被解雇，所以第十三季以後波蓮娜將不再擔任裁判。

## 早年生活
1968年，波蓮娜仍是小童時，她的父母因逃避華沙公約組織入侵，移居到瑞典隆德，留下波蓮娜給他們的祖母照顧，並期望日後能接她到瑞典；然而，捷克斯洛伐克共產政府不批准寶麗娜依親其父母，瑞典當地的媒體曾廣泛報導此一事件，後來波蓮娜的母親嘗試營救她，事敗被捷克斯洛伐克國家警察扣留，扣留期間產下波蓮娜的弟弟 ，經過當時的瑞典首相奧洛夫·帕爾梅，發起一股國際的政治壓力，逼使捷克斯洛伐克當局於 7 年後允許他們一家團聚。
一家團聚後不久，父母離異，波蓮娜與弟弟由母親照顧，便逐漸與父親疏遠，而母親為了自己的醫學學業，疏於照顧兩姊弟，曾為了吃東西而偷過麵包，加上同儕都視她為政治流亡者，所以她不喜歡她在瑞典的日子。

## 職業生涯

### 模特兒
1980年，波蓮娜的一位攝影師朋友，將她的照片集寄給 Elite 模特兒經紀公司，Elite 的主管 John Casablancas 注意到波蓮娜的吸引力，以及她身高 180 公分的模特兒條件，提供了她一張到巴黎的機票，15 歲的波蓮娜正渴望離開瑞典獨立，所以她便隻身投入模特兒事業。
波蓮娜迅速地成為巴黎的頂尖模特兒，1983年，美國《運動畫刊》刊載她的一輯泳裝照片，讓她受到美國市場的青睞，成為1984年與1985年，連續兩年《運動畫刊泳裝特輯》的封面模特兒，其後以其泳裝照片成為美國《生活》雜誌封面，更奠定她在美國的知名度。
1987年，波蓮娜在為《GQ雜誌》拍攝裸照後幾年，由於不滿意其效果，再為《花花公子》雜誌 8月號拍攝了一輯泳裝日曆，並成為當期的封面女郎。
攝影師  為波蓮娜拍攝製作的 1988年與 1989年日曆，售出數百萬份，更創造了一種成功模式，讓後來的模特兒如仙迪·歌羅馥等學習，發行個人的日曆。
1985年11月，波蓮娜成為《時尚雜誌》20 周年號的封面模特兒；1990年以及 1992年，波蓮娜兩度被《時人雜誌》（People）選為世界上最美麗的 50 人之一；《哈潑雜誌》（Harper's Bazaar）於 1992年評她為 10 個最美麗的女人之一；1992年，她成為《American Photo》雜誌創刊號的封面模特兒；另外，於 80 至 90 年代，波蓮娜曾為多本雜誌當封面模特兒，包括有《Vogue》、《ELLE》、《哈潑雜誌》、《Self》、《時尚雜誌》與《Glamour》。
1988年，波蓮娜獲得了她職涯最高報酬的模特兒合約，以 6 百萬美元年薪為雅詩蘭黛（Estée Lauder）化妝品代言，雅詩蘭黛是為了讓其品牌能從傳統目標市場，移轉到年青的都會專業婦女，所以用寶麗娜取代了 Willow Bay，其黑白的電視與平面廣告，深獲評論家的好評，雅詩蘭黛成功將波蓮娜從泳裝模特兒，塑造成為一位世故的歐洲人，直至 1995年，波蓮娜的代言改由伊麗莎白·赫莉擔綱。
波蓮娜剛當模特兒時，很在意自己的門牙齒縫，都不喜歡裂嘴而笑，反而成為她早期模特兒生涯的個人特色；後來在參與電影 Anna 的演出時，門牙齒縫證實已被矯正。另外一個她的特色是「夢幻的表情」，據她本人解釋說，這是因為用她那深度近視的眼睛斜看鏡頭所致。
在她的第一小孩出生後，波蓮娜漸漸減少模特兒工作，而轉移到演出獨立電影，不久之後，她受顧成為時尚品牌 Escada 的主要模特兒，2001年，她接下 E! 電視網 Style Channel 的節目主持人職務，2005年，她首度出現在維多利亞的秘密的型錄中，她目前擔任《全美超級模特兒新秀大賽》其中一位裁判。
雖然波蓮娜主要的工作是模特兒，而且是非常成功的模特兒，但她曾對時尚與美妝產業一些現象表示不滿。

### 演出
1983年，十七歲的波蓮娜首度參與演出，一部介紹模特兒生活的半紀錄片－Portfolio，她比其他資歷較深的模特兒，表現得更成熟、更出色，也因此成為此部電影的封面人物。
1987年，波蓮娜參與由 Sally Kirkland 主演的得獎電影 Anna，飾演 Krystyna 一角。1989年，與湯姆·塞立克合作演出 美麗的偽證 （Her Alibi），飾演女主角 Ninan 一角，這是她個人最著名的演出，同時也獲得金酸莓獎的最差女主角獎項。
波蓮娜曾出現在1993年發行，由強尼·戴普與杰瑞·劉易斯（Jerry Lewis）主演的異類非主流電影 亞利桑那夢遊（Arizona Dream），飾演劉易斯的年青波蘭未婚妻。1998年的電影 星期四（Thursday）也有她的身影。2001年，波蓮娜編劇與執導電影 Roommates。2004年，演出浪漫喜劇電影 Knots。另外，她也曾出現多個電視節目。
1995年，波蓮娜曾因為模特兒工作與家庭因素，放棄了演出 黃金眼 及成為邦女郎的機會。

### 寫作
1992年9月，波蓮娜與 Joanne Russell 合著，由繼子 Adam Ocasek 插畫的童書《The Adventures of Ralphie the Roach》（ISBN 0-385-42402-7、ISBN 978-0-385-42402-8）出版。
2007年4月，波蓮娜的第一部小說《A Model Summer》（ISBN 1-4013-0326-9、ISBN 978-1-4013-0326-6）出版，內容敍述一位 15 歲的瑞典女孩，在巴黎當模特兒暑期工作的故事。

## 私人生活
1989年8月23日，波蓮娜與搖滾樂手里克·奧卡西克結婚，他們是在1984年，波蓮娜參與搖滾樂團汽車合唱團歌曲 Drive 的音樂錄影帶拍攝時相識，Ric 當時在婚。
婚後他們育有兩名小孩，Jonathan Raven Ocasek（生於1993年10月4日）與 Oliver Orion Ocasek（生於1998年5月23日）。

## 外部連結
- FMD 中波蓮娜的資料 （页面存档备份，存于）
- CWTV中波蓮娜的資料
- Paulina Porizkova在互联网电影资料库（IMDb）上的資料（英文）